# 유럽연대
유럽연대(우크라이나어: Європейська солідарність 예브로빠이스카 솔리다르니스티[*])은 우크라이나의 보수주의 정당이자 교섭단체이다. 2000년 연대(우크라이나어: Солідарність 솔리다르니스티[*])라는 이름으로 시작했고, 2014년 8월 명칭을 페트로 포로셴코 블록 "연대"(우크라이나어: Блок Петра Порошенка «Солідарність» 블로크 페트라 포로셴카 "솔리다르니스티"[*])로 바꾼 후 집권 여당이 되었다. 2019년 5월 24일 총선을 앞두고 명칭을 유럽연대로 변경하면서 지금에 이른다.
결성 당시 사회민주주의를 표방했던 과거와는 달리 2014년을 기점으로 확실한 중도우파로 우경화되었으며, 기본적으로는 친유럽주의, 자유보수주의 성향을 띈다. 외교적으로는 우크라이나의 유럽 연합 가입에 찬성하고 러시아-우크라이나 전쟁에 반대하나 분권화, 반부패에 적극적이다.

## 역대 선거 결과

### 총선
| 년도 | 의석 수   | 득표수    | 득표율 |
| ---- | --------- | --------- | ------ |
| 2014 | 132 / 450 | 3,433,336 | 21.83% |
| 2019 | 25 / 450  | -         | 8.11%  |

### 대통령 선거
| 선거명                        | 후보            | 득표수    | 득표율 | 당락 |
| ----------------------------- | --------------- | --------- | ------ | ---- |
| 2014년 우크라이나 대통령 선거 | 페트로 포로셴코 | 9,857,308 | 54.70% | 당선 |
| 2019년 우크라이나 대통령 선거 | 페트로 포로셴코 | 4,522,320 | 24.45% | 낙선 |